# اواچو
اواچو (به اسپانیایی: Huacho) یک شهر در پرو است که در Huaura Province واقع شده است.

## خصوصیات
اواچو   ۶۷٫۹۷ متر بالاتر از سطح دریا واقع شده‌است.